# Edwin Herrera
Edwin Alberto Herrera Hernández (Cartagena; 2 de septiembre de 1998) es un futbolista colombiano. Juega como mediocampista o lateral y actualmente milita en el Junior de la Categoría Primera A.

## Trayectoria

### Inicios
Herrera nació en Cartagena de Indias, pero se crio en Soacha desde niño, y fue en la capital donde empezó a jugar en las filiales de Independiente Santa Fe, haciendo todo el proceso por las categorías juveniles, hasta integrar la categoría sub-20, donde empezaría a mostrar sus habilidades para poder integrar, en algún momento, el primer equipo del plantel bogotano.

### Santa Fe
Debutaría en un partido por el Torneo Apertura 2018 frente al Boyacá Chicó en la ciudad de Tunja, en este semestre no tendría tantas oportunidades en el primer equipo de Independiente Santa Fe. Para el segundo semestre de 2018, llegaría al cuadro cardenal el entrenador uruguayo Guillermo Sanguinetti,y tras las lesiones de los defensas Leyvin Balanta y Juan David Valencia, tendría la oportunidad de jugar como defensa lateral. Tras pasar la temporada, Edwin Herrera se convertiría en un jugador importante en el esquema del equipo bogotano, ganándose el respeto y la admiración de toda la hinchada cardenal, a pesar de su corta edad. 
Fue seguido de cerca por clubes importantes del continente como Estudiantes de La Plata de Argentina.

### Junior
En diciembre de 2022 se transforma en nuevo refuerzo del Junior de Barranquilla.

## Estadísticas

### Clubes
Actualizado al último partido jugado el 18 de agosto de 2025.
| Club | Div           | Temporada     | Liga  | Liga  | Liga  | Copas nacionales(1) | Copas nacionales(1) | Copas nacionales(1) | Torneos internacionales(2) | Torneos internacionales(2) | Torneos internacionales(2) | Total | Total | Total |
| Club | Div           | Temporada     | Part. | Goles | Asis. | Part.               | Goles               | Asis.               | Part.                      | Goles                      | Asis.                      | Part. | Goles | Asis. |
| --- | ------------- | ------------- | ----- | ----- | ----- | ------------------- | ------------------- | ------------------- | -------------------------- | -------------------------- | -------------------------- | ----- | ----- | ----- |
| Santa Fe · Colombia |               |               |       |       |       |                     |                     |                     |                            |                            |                            |       |       |       |
| 1ª | 2018          | 14            | 0     | 0     | 1     | 0                   | 0                   | 6                   | 0                          | 0                          | 21                         | 0     | 0     |       |
| 1ª | 2019          | 21            | 2     | 1     | 4     | 1                   | 0                   | -                   | -                          | -                          | 25                         | 3     | 1     |       |
| 1ª | 2020          | 5             | 0     | 0     | -     | -                   | -                   | -                   | -                          | -                          | 5                          | 0     | 0     |       |
| 1ª | 2021          | 7             | 0     | 0     | 3     | 0                   | 0                   | -                   | -                          | -                          | 10                         | 0     | 0     |       |
| 1ª | 2022          | 29            | 0     | 1     | 3     | 0                   | 0                   | -                   | -                          | -                          | 32                         | 0     | 1     |       |
| Total club | Total club    | 76            | 2     | 2     | 11    | 1                   | 0                   | 6                   | 0                          | 0                          | 93                         | 3     | 2     |       |
| Famalicão Portugal | 1ª            | 2020-21       | 12    | 0     | 0     | 2                   | 0                   | 0                   | -                          | -                          | -                          | 14    | 0     | 0     |
| Famalicão Portugal | Total club    | Total club    | 12    | 0     | 0     | 2                   | 0                   | 0                   | -                          | -                          | -                          | 14    | 0     | 0     |
| Junior · Colombia | 1ª            | 2023          | 39    | 1     | 3     | 1                   | 0                   | 1                   | 1                          | 0                          | 0                          | 41    | 1     | 4     |
| Junior · Colombia | 1ª            | 2024          | 42    | 2     | 0     | 4                   | 0                   | 0                   | 5                          | 0                          | 0                          | 51    | 2     | 0     |
| Junior · Colombia | 1ª            | 2025          | 23    | 0     | 1     | 1                   | 0                   | 1                   | -                          | -                          | -                          | 24    | 0     | 2     |
| Junior · Colombia | Total club    | Total club    | 104   | 3     | 4     | 6                   | 0                   | 2                   | 6                          | 0                          | 0                          | 116   | 3     | 6     |
| Total carrera | Total carrera | Total carrera | 192   | 5     | 6     | 19                  | 1                   | 2                   | 12                         | 0                          | 0                          | 223   | 6     | 8     |
| (1) Incluye datos de la Copa Colombia ;Superliga de Colombia .(2) Incluye datos de Copa Sudamericana / Copa Libertadores / Copa Suruga Bank. (3) No incluye goles en partidos amistosos. |               |               |       |       |       |                     |                     |                     |                            |                            |                            |       |       |       |

### Selección
| Selección         | Año   | Amistosos | Amistosos | Amistosos | Mundial | Mundial | Mundial | Sudamérica | Sudamérica | Sudamérica | Total | Total | Total |
| Selección         | Año   | Part.     | Goles     | Asis.     | Part.   | Goles   | Asis.   | Part.      | Goles      | Asis.      | Part. | Goles | Asis. |
| ----------------- | ----- | --------- | --------- | --------- | ------- | ------- | ------- | ---------- | ---------- | ---------- | ----- | ----- | ----- |
| Sub-23 · Colombia | 2020  | —         | —         | —         | —       | —       | —       | 6          | 0          | 3          | 6     | 0     | 3     |
| Sub-23 · Colombia | Total | —         | —         | —         | —       | —       | —       | 6          | 0          | 3          | 6     | 0     | 3     |
| Total             | Total | 0         | 0         | 0         | 0       | 0       | 0       | 6          | 0          | 3          | 6     | 0     | 3     |

## Palmarés

### Campeonatos nacionales
| Título                | Club                   | Año     |
| --------------------- | ---------------------- | ------- |
| Superliga de Colombia | Independiente Santa Fe | 2021    |
| Categoría Primera A   | Junior                 | 2023-II |